# Антуан Годо
Антуан Годо́, також Ґодо́ (24 вересня 1605, Дре — 21 квітня 1672, Ванс) — французький поет і прозаїк. Член Французької академії.

## З біографії
Годо був двоюрідним братом і другом Валентена Конрара, ініціатора створення Французької академії. В юності Годо входив до літературної групи «Illustres Bergers». 1634 року Годо було обрано членом Французької академії. 1636 року кардинал Рішельє призначив його єпископом Грассе.
Годо також був постійним гостем салону в Рамбує.

## Твори
- Poésies de Malherbe (1630)
- Discours sur les œuvres de M. de Malherbe (1630)
- Œuvres Chrétiennes (1633)
- Poésies Chrétiennes
- La vie de saint Augustin (1652)
- Vie de saint Charles Borromée (1654)
- Prières, méditations (Paris, 1643)
- Avis à M. de Paris pour le culte du Saint-Sacrement dans les paroisses et de la faç de le porter aux malades (1644)
- Instructions et ordonnances synodales (1644)
- Vie de Saint Paul Apôtre (1647)
- La panégyrique de saint Augustin (1653)
- L'Eloge de saint François de Sales (1663)